# Викрадені таємниці (фільм, 1924)
«Викрадені таємниці» (англ. Stolen Secrets) — американський детектив режисера Ірвінга Каммінгса 1924 року.

## У ролях
- Герберт Роулінсон — Майлз Меннінг
- Кетлін Майєрс — Корделія Нортон
- Едвардс Девіс — Джон Нортон
- Генрі Геберт — Брукс Ватерс
- Артур Стюарт Галл — Стерлінг Менн
- Вільям Конклін — Чепмен Гоггінс
- Джордж Сігман — Нат Фокс
- Альфред Аллен — суддя Райт
- Вільям А. Керролл — Артур Велч
- Едвард Брейді — Сміт
- Джозеф В. Джирард — шериф